# Doppeltes Dynamit
Doppeltes Dynamit ist eine US-amerikanische Filmkomödie aus dem Jahr 1951 von Irving Cummings, der hier letztmals Regie führte. Die Hauptrollen spielten Jane Russell, Groucho Marx und Frank Sinatra. Der Film wurde von RKO Radio Pictures produziert.

## Handlung
Zwei Tage vor Weihnachten bespricht der Bankangestellte Johnny Dalton beim Mittagessen mit seiner Freundin und Kollegin Mildred Goodhue ihre gemeinsamen Heiratspläne. Mildred ist ungeduldig und will endlich heiraten. Doch Johnny, dessen Forderung nach einer Gehaltserhöhung von seinem Vorgesetzten McKissack abgelehnt wurde,  will erst mehr Geld verdienen. Den Ratschlag des Kellners Emile Keck, Johnny müsse dafür gefährlicher leben, quittiert sie mit einem sarkastischen Applaus und stürmt aus dem Restaurant.
Johnny folgt Mildred zur Bank, der Trust Fidelity. Auf dem Weg wird er Zeuge, wie zwei Männer einen dritten angehen. Johnny eilt zur Hilfe, die Angreifer ergreifen die Flucht. Das Opfer, Buchmacher Hot Horse Harris, will sich bedanken und nimmt Johnny mit in sein illegales Wettbüro im Hinterzimmer eines Hemdenladens. Harris übergibt Johnny 1.000 Dollar, die Johnny jedoch überrascht ablehnt. Harris setzt das Geld auf ein Pferd, das das Rennen gewinnt. Johnny hat nun 5.000 Dollar gewonnen. Auch dieses Geld wird eingesetzt und nach kurzer Zeit ist es auf 60.000 Dollar angewachsen. 40.000 Dollar kann Harris direkt auszahlen. Johnny eilt zu Emile, der glaubt, dass Johnny kriminell geworden ist. Dennoch hilft er ihm, ein Auto und für Mildred einen Pelzmantel zu kaufen.
In der Bank ist Mildred immer noch wütend und verabredet sich mit Bob Pulsifer, dem Sohn des Bankdirektors. Als Johnny erscheint, wird er von McKissack informiert, dass 75.000 Dollar fehlen. Die Aufsichtsbehörde untersucht nun einen Fall möglicher Unterschlagung. Johnny gerät in Panik, dass man ihn wegen seines neuen Reichtums verdächtigen könnte und fährt mit Emile zu Hot Horse Harris, um die ausstehenden 20.000 Dollar zu kassieren. Das Wettbüro ist jedoch verschwunden, was Emile in seinem Verdacht über Johnnys Verbrecherkarriere bestätigt. Die beiden gehen in Johnnys Appartement, das genau neben Mildreds liegt und durch eine dünne Zwischenwand getrennt ist. Johnny und Emile hören, dass der Pelzmantel geliefert wird. Sie entdecken eine übermalte Tür, und Johnny schleicht in Mildreds Appartement. Sie steht unter der Dusche und bekommt nicht mit, dass Johnny den Mantel an sich nimmt. Dann versuchen die Freunde, Johnnys Geld in der Dusche zu verstecken, setzen dabei aber das Appartement unter Wasser. Der Hausverwalter informiert Johnny, dass ein Detektiv ihn über Johnny befragt hat. Emile bietet an, das Geld unter seinem Namen bei einer Bank einzuzahlen. Mildred ist derweil bei ihrer Verabredung mit Bob. BOb bringt später die angetrunkene Mildred nach Hause und findet bei ihr die Box, in der der Pelzmantel geliefert wurde, was ihm verdächtig vorkommt.
Am nächsten Tag sucht Emile die Filiale der Trust Fidelity auf und gibt sich als zukünftiger Anleger aus. Er schafft es, Bobs Vater so zu beeindrucken, dass der ihn um eine Spende für wohltätige Zwecke bittet. In der Zwischenzeit hat einer von Harris Männern, als Weihnachtsmann verkleidet, 20.000 Dollar in einem Umschlag auf Johnnys Türschwelle gelegt. Mildred findet den Umschlag. Sie erhält einen Anruf des Pelzladens, dessen Angestellter wissen will, warum der Mantel zurückgegeben wurde. Nun ist sich Mildred sicher, dass Johnny das Geld veruntreut hat. Sie folgt Johnny in das Hotel, in dem Emile abgestiegen ist und den wohlhabenden Geschäftsmann mimt. Sie verlangt eine Erklärung, glaubt aber Johnnys Ausführungen nicht.
Mildred nimmt die 20.000 Dollar, fährt zu Bob und sagt ihm, dass sie alles tun würde, um Johnny vor dem Gefängnis zu bewahren, auch ihn heiraten. Schockiert über den Gedanken an eine Heirat ruft Bob die Polizei, als Mildred wegfährt. Mildred findet Johnny, es folgt ein klärendes Gespräch, nachdem sie beschließen, noch diese Nacht zu heiraten. Sie werden von einer Polizeistreife gestoppt, die Mildred, zu Johnnys Erstaunen, festnimmt. Der Bankdirektor erklärt ihm, dass bei der Untersuchung festgestellt wurde, dass das verschwundene Geld aus Mildreds Arbeitsbereich stammt. Emile, der immer noch den Millionär mimt, schlägt vor, Mildreds Unterlagen genauer in Augenschein zu nehmen. So stellt sich heraus, dass eine defekte Rechenmaschine an dem Fehlbetrag Schuld ist. Direktor Pulsifer setzt versehentlich den Alarm der Bank in Gang. Die Polizisten glauben seinen Beteuerungen nicht, der Bankdirektor zu sein und wollen ihn festnehmen. Erst als Bob erscheint, klärt sich alles auf. Der Bankdirektor wird freigelassen und Johnny und Mildred sind frei vom Verdacht der Untreue.
Das frisch verheiratete Paar lässt sich in Emiles Restaurant fotografieren. Einem Mann mit einem Notizbuch erklären Johnny und Mildred ihre Zukunftspläne. Sie wollen eine Orangenplantage erwerben, die Emile dann leiten soll. Nachdem sich der Mann als Beamter vom Finanzamt ausgewiesen hat, stürzen Johnny, Mildred und Emile zu Johnnys neuem Auto und rasen davon.

## Produktion

### Hintergrund
Gedreht wurde der Film vom 22. November bis Mitte Dezember 1948 in den RKO-Studios in Hollywood.
Howard Hughes, Besitzer von RKO, war mit dem Ergebnis des Films unzufrieden und hielt ihn zurück. 1951 organisierte er eine Werbekampagne für seinen neuen Star Jane Russell und gab den Film in den Verleih. Frank Sinatra sollte eigentlich als männliche Hauptrolle an erster Stelle genannt werden. Da Hughes Sinatra, der sich zudem in einem Karrieretief befand, nicht leiden konnte, wurde sein Name an die dritte Position versetzt.

### Stab
Albert S. D’Agostino und Feild M. Gray oblag die künstlerische Leitung. Harley Miller und Darrell Silvera waren für das Szenenbild zuständig. Verantwortliche Toningenieure waren Clem Portman und Phil Brigandi.

### Besetzung
In kleinen nicht im Abspann erwähnten Nebenrollen traten George Chandler, Charles Coleman, Claire Du Brey, Bill Erwin, Harold Goodwin und Tom London auf.

### Musik
Im Film werden die Songs It's Only Money und Kisses and Tears gespielt. Beide stammten von Jule Styne und Sammy Cahn.
Musikalischer Direktor war Constantin Bakaleinikoff.

## Synchronisation
Die deutsche Synchronfassung entstand 1977 im Auftrag der Beta-Technik unter der Dialogregie von Wolfgang Schick, der auch das Dialogbuch schrieb.
| Rolle                 | Schauspieler    | Deutscher Synchronsprecher |
| --------------------- | --------------- | -------------------------- |
| Mildred Goodhue       | Jane Russell    | Rose-Marie Kirstein        |
| Emile Keck            | Groucho Marx    | Horst Sachtleben           |
| Johnny Dalton         | Frank Sinatra   | Eckart Dux                 |
| Bob Pulsifer          | Don McGuire     | Klaus Kindler              |
| Bankdirektor Pulsifer | Howard Freeman  | Günther Sauer              |
| Hot Horse Harris      | Nestor Paiva    | Gert Günther Hoffmann      |
| Mr. Kofer             | Frank Orth      | Jürgen Scheller            |
| McKissack             | Harry Hayden    | Paul Friedrichs            |
| Mr. Baganucci         | William Edmunds | Panos Papadopulos          |
| Postbote              | George Chandler | Kurt Zips                  |
| Mr. Haitman           | Hal K. Dawson   | Leo Bardischewski          |
| Detective             | James Nolan     | Norbert Gastell            |
| Rosenthal             | Harry Seymour   | Erich Ebert                |

Anmerkung: Die kursiv geschriebenen Namen sind Rollen und Darsteller, die nicht im Abspann erwähnt wurden.
Erich Ebert sprach in der deutschen Fassung dazu einen Radiosprecher.

## Veröffentlichung
Die Premiere des Films fand am 25. Dezember 1951 statt. In der Bundesrepublik Deutschland wurde er am 19. Dezember 1978 im deutschen Fernsehen ausgestrahlt.

## Kritiken
Der Filmkritiken-Aggregator Rotten Tomatoes hat in einer Auswertung ein Publikumsergebnis von 31 Prozent positiver Bewertungen eingependelt.
Das Lexikon des internationalen Films schrieb: „Nicht gerade sprühend witziges, aber routiniert inszeniertes Hollywood-Lustspiel.“
Die Filmzeitschrift Cinema befand: „Fadenscheinige Story.“
Bosley Crowther von der The New York Times bemerkte, was auch immer der knisternde Titel aussagen solle, diese kleine dünne Komödie sei ein nasses Feuerwerk. Die drei Stars sitzen, wie auch die Zuschauer, ihre Zeit in einem lahmen, dummen und vorhersagbaren Märchen ab. Alle Beteiligten zeigen viel Entschlossenheit, aber wenig Inspiration.
Bob Thomas schrieb in der San Bernardino Sun, der Film sei ein albernes Machwerk, aber ziemlich unterhaltsam.